# Tianwei
Tianwei (chinesisch 田尾鄉, Pinyin Tiánwěi xiāng, taiwanisch: Chhân-bóe-hiong) ist eine Landgemeinde des Landkreises Changhua in der Republik China (Taiwan). Aufgrund seiner berühmten Blumengärten und -produktion wird es das Blumenland oder der Garten Taiwans genannt.

## Lage und Beschreibung
Tianwei liegt im Süden des Landkreises Changhua und hat die Form eines unregelmäßigen, von West nach Ost langgestreckten Ovals. Seine Nachbargemeinden sind Xihu und Yongjing im Norden, Shetou und Tianzhong im Osten, Beidou im Süden sowie Pitou im Südwesten und Westen.
Die Gemeinde liegt am nördlichen Ufer des Flusses Jiuzhuoshui (舊濁水溪), der ihre südliche Grenze bildet. Mıt etwa 24 km² Fläche gehört Tianwei zu den kleineren Landgemeinden Changhuas.

## Geschichte
Der Ortsname Tianwei („Ende der Felder“) bezieht sich auf die Lage der Gemeinde am Ende eines Kanals des von Feldern umgebenen Bewässerungssystems Babao Erzun. Die Dörfer der Gegend wurden 1920 erstmals zur Gemeinde Tianwei zusammengefasst. Im Jahr 1950 wurde die Gemeinde in den neuen Landkreis Changhua eingegliedert.

## Verkehr und Wirtschaft
Die Gemeinde wird von Nord nach Süd von der Provinzstraße 1 und der Autobahn Nationalstraße 1 durchquert. Letztere hat in Tianwei keine Abfahrt, aber in den Nachbargemeinden im Norden und Süden. Die Kreisstraße 150 verläuft in unmittelbarer Nähe des Südrands von Tianwei von West nach Ost.
Der bedeutendste Wirtschaftsfaktor in Tianwei ist die Blumenzucht, die seit Ende des 19. Jahrhunderts betrieben wird und sich schon zur japanischen Kolonialzeit zu industrialisieren begann. Nach Angaben des taiwanischen Landwirtschaftsministeriums betrug die Anbaufläche von Blumen und Baumsetzlingen im Jahr 2008 über 1000 Hektar. In Bezug auf Produktionsmenge und Sortenvielfalt rangiert Tianwei landesweit an der Spitze, weshalb es das Blumenland (花鄉 Huaxiang) genannt wird. Besonders berühmt sind die hiesigen Chrysanthemenfelder, die den größten Teil der Anbaufläche ausmachen, und Gerbera.
Neben Blumen wird in Tianwei auch Reis angebaut.

## Kultur und Sehenswürdigkeiten
Tianweis Hauptattraktion ist der seit 1973 bestehende, mehrere hundert (es existieren verschiedene Angaben) Hektar große Highway-Blumenpark (公路花園 Gonglu Huayuan) entlang bzw. nahe der Provinzstraße 1. Etwa 200 große und kleine Gärtnereien der Region haben hier eine Vielfalt von Blumen und anderen Zierpflanzen angepflanzt. Besucher können hier und da anhalten und spazieren gehen, fotografieren, Gärtnereien besichtigen und Pflanzen kaufen. Manche Blumenfelder sind nachts beleuchtet. Es gibt hier auch einen Radwanderweg. Tianweis Blumenreichtum zieht Jahr für Jahr Touristen aus ganz Taiwan an.
Tianwei verfügt über eine Reihe daoistischer und buddhistischer Tempel, zum Beispiel den Xipan Chaotian Gong (溪畔朝天宮, der Göttin Mazu gewidmet), den Guanglin Gong (廣林宮), in dem die Könige der Drei Berge (三山國王) verehrt werden, oder den Beixuan Gong (北玄宮) im Dorf Renli (Hauptgottheit: Xuantian Shangdi).